# بروس كول
بروس كول (بالإنجليزية: Bruce Cole)‏ هو مؤرخ الفن ومؤرخ أمريكي، ولد في 1938 في كليفلاند في الولايات المتحدة، وتوفي في 8 يناير 2018.